# Barcin
Barcin là một thị trấn thuộc huyện Żniński, tỉnh Kujawsko-Pomorskie ở trung-bắc Ba Lan. Thị trấn có diện tích 4 km². Đến ngày 1 tháng 1 năm 2011, dân số của thị trấn là 7702 người và mật độ 2082 người/km².